# Krakra von Pernik

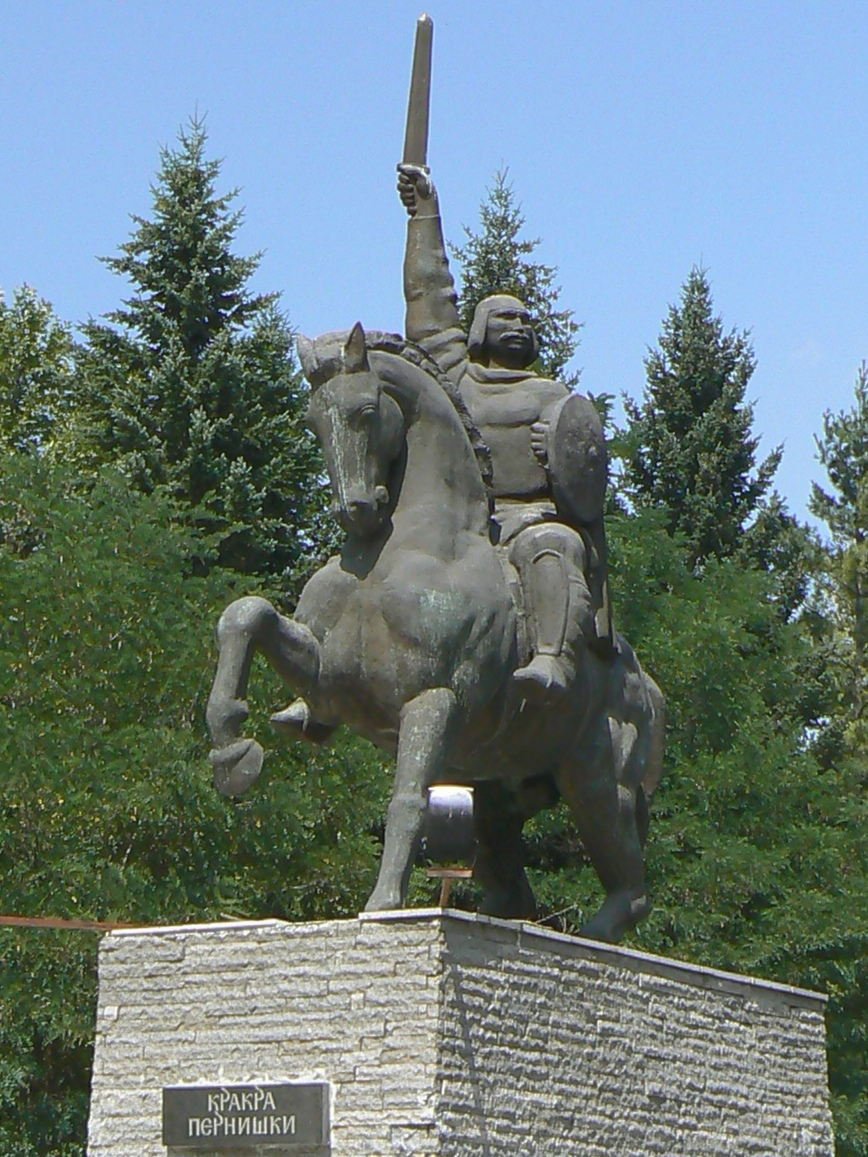
Statue von Krakra in Pernik.

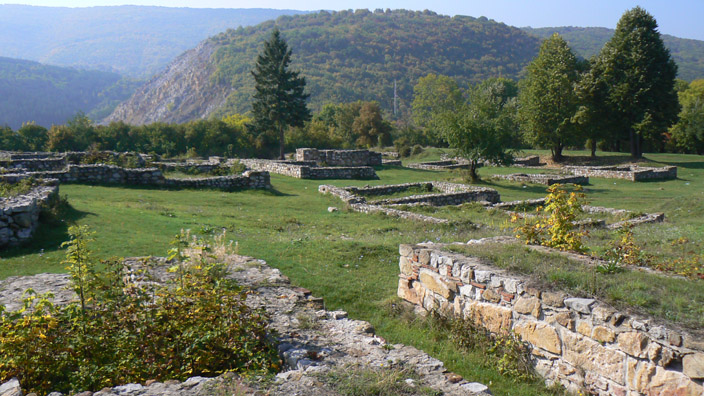
Ruinen der Festung von Krakra bei Pernik.

Krakra von Pernik (bulgarisch Кракра Пернишки, Krakra Pernischki, oder Krakra Voevoda) war ein Feudalherr des 11. Jahrhunderts im Ersten Bulgarischen Reich (блъгарьско цѣсарьствиѥ, blagarjisko tsesaristwije), dessen Herrschaftsgebiet 36 Festungen in Gebiet des heutigen südwestlichen Bulgarien umfasste. Der Stammsitz war Pernik.

## Leben
Krakra wurde bekannt für seinen heldenhaften Widerstand gegen das Byzantinische Reich. An verschiedenen Stellen konnte er Belagerungen der Byzantiner abwehren, die zu dieser Zeit das Bulgarische Reich eroberten.
Krakra war ein „Mann der in militärischer Hinsicht bemerkenswert“ war und ein hochrangiger Boljar (boljarin), wohl Gouverneur des Comitatus (Fürstentums) Sredez, unter den Zaren Samuil, Gawril Radomir und Iwan Wladislaw. Sein Name erscheint in den historischen Annalen in Verbindung mit einem byzantinischen Feldzug in den bulgarischen Gebieten 1003, als Samuils Armee am Vardar aufgerieben wurde und die Byzantiner Skopje eroberten. Als Basileios II. Armeen weiterzogen um Sredez anzugreifen, kamen sie 1004 vor Krakras gut verteidigte Festung bei Pernik und der Kaiser wurde nach schweren Verlusten gezwungen, nach Konstantinopel zurückzukehren.
1016 wurde ein weiterer Feldzug von Basileios II. von Krakra bei Pernik angehalten nach einer erfolglosen 88-tägigen Belagerung der Byzantiner. Als der byzantinisch-bulgarische Konflikt sich hinzog, bemühten sich Krakra und Iwan Wladislaw um Unterstützung durch die Petschenegen. Sie planten eine groß angelegte bulgarische Kampagne gegen die Byzantiner und anfangs überzeugten sie im Winter 1016–1017 auch die Petschenegen zusammenzuarbeiten. Der byzantinische Gouverneur von Dorystolon erfuhr jedoch von dem Plan und benachrichtigte Basileios II. Als die Petschenegen dies hörten, lehnten sie eine Teilnahme ab, wodurch sie die bulgarischen Pläne zunichtemachten.
Nach dem Tod von Iwan Wladislaw bei Dyrrhachium Anfang 1018 drang Basileios II. in Bulgarien vor, ohne auf Widerstand zu stoßen. Bei Adrianopolis trafen Krakra und 35 weitere Boljaren als Gesandte auf Basileios II., und nach Verhandlungen, die zu großzügigen Zugeständnissen von Basileios II. führten, entschieden sie sich, sich dem Oströmischen Reich anzuschließen. Unter anderem wurde so das Thema Bulgaria und ein separates bulgarisches Erzbistum geschaffen. Basileios II. traf sich persönlich mit Krakra in Serres und zeichnete ihn aus mit dem Titel Patrikios.

## Ehrungen
Das Dorf Krakra ist nach dem Fürsten benannt.
Auch Krakra Bluff auf Livingston Island in den South Shetland Islands, Antarktika ist nach ihm benannt.